# Vòm miệng
Vòm miệng, trong y học còn được gọi là vòm khẩu cái, trong ngôn ngữ học thường được gọi là ngạc (danh pháp khoa học: Palatum), là trần của miệng ở con người và các động vật có vú khác. Khẩu cái nằm giữa, giới hạn ổ miệng với mũi trong (hay ổ mũi). Cấu trúc tương tự được tìm thấy ở bộ cá sấu, nhưng ở đa số các loài động vật bốn chân khác, khoang miệng và khoang mũi không hoàn toàn biệt lập. Khẩu cái được chia làm 2 phần, phần xương ở phía trước gọi là khẩu cái cứng (trong ngôn ngữ học được gọi là ngạc cứng) và phần thịt ở phía sau gọi là khẩu cái mềm (trong ngôn ngữ học được gọi là ngạc mềm). Dây thần kinh hàm trên, nhánh của dây thần kinh sinh ba (V) cung cấp cảm nhận kích thích cho vùng khẩu cái.
Khẩu cái cứng hình thành trước khi sinh. Nếu sự hợp thành khẩu cái cứng không hoàn chỉnh thì đây được gọi là tật chẻ vòm hầu.

## Chức năng
Khi hoạt động phối hợp với các bộ phận khác ở miệng, khẩu cái tạo ra một số âm thanh nhất định.